# 로저 로빈슨
로저 로빈슨(Roger Robinson, 1940년 5월 2일 ~ 2018년 9월 26일)은 미국의 배우, 연극 배우, 텔레비전 배우이다.
시애틀에서 태어났으며 로스앤젤레스에서 사망하였다.

## 영화
- 야수 로가로우 (2016년)
- 바인랜드 (2014년)
- 더 팩 (2010년)
- 루비콘 (2010년)
- 처음 본 그녀에게 프로포즈하기 (2006년)
- 온 더 원 (2005년)
- 브라더 투 브라더 (2004년)
- 머니 킹 (1998년)
- ER (1994년)
- 누가 왕초지? (1993년)
- 플로더 2 - 못말리는 푼수들 (1992년)
- 함정 수사 (1992년)
- 앵커우먼의 실종 (1989년)
- 뉴욕 소나타 (1980년) - 플릭커 역
- 지구의 대참사 (1979년)
- 코작 (1973년)